# Pfaffstätten
Pfaffstätten är en ort och kommun i Österrike. Den ligger i distriktet Baden i förbundslandet Niederösterreich, 23 km söder om huvudstaden Wien. 
Kommunen består av två orter (Ortschaften) (inom parentes invånarantal 1 januari 2024):
- Einöde (96)
- Pfaffstätten (3 392)